# 聲調輪廓
聲調輪廓（tone contour）或語調輪廓、聲調符號，其意思是指在一種聲調語言中，音節的音高如何因為聲調之不同而改變。輪廓通常以兩個或三個數字表示，或者可以用象形圖顯示。

## 聲調輪廓的標記
要標記聲調輪廓，學界多使用五度標記法，它由趙元任提出，以線條的變化，顯示聲調在五個音高的變化。這些音高以1至5表示，最低者爲1，次低者爲2，中間者爲3，次高者爲4，最高者爲5。聲調輪廓也能以曲線法表示，於右方畫一垂直參考線作標尺後，將該高度分作五等份，再在其左方以線條和拐點畫出聲調的高低變化。
水平聲調（平調）輪廓的例如有：/11/（˩）、/22/（˨）、/33/（˧）、/44/（˦）和/55/（˥）。
下降的聲調輪廓包括/51/（˥˩）、/31/（˧˩）、/53/（˥˧）等。當中/51/的下降幅度比另外兩例更大。/31/和/53/的下降幅度相同，但音高不同。
上升的則包括/13/（˩˧）、/35/（˧˥）、/15/（˩˥）等。當中/15/的上升幅度比另外兩例更大。/13/和/35/的上升幅度相同，但音高不同。
此外還會有轉折聲調，比如先升後降的/241/（˨˦˩）、先降後升的/423/（˦˨˧）、先平後升的/114/（˩˩˦）、先平後降的/442/（˦˦˨）等。理論上多於一個拐點的複雜轉折聲調（比如/3152/）也是能夠出現的，但在現實中，這種複雜轉折聲調出現機會不多。
聲調輪廓多以兩個或以上的數字表示。然而，一些人表示急速停頓的短聲調（比如入聲）時，為了強調它的短，寫成只有一個數字，例如音高較高而較短的音節，聲調輪廓則是/5/，長者則爲/55/。這些「急速停頓的聲調」通常有一個非濁音的輔音或喉塞音，故此令元音急速停頓。然而，有些人選擇保持用雙位數字表示輪廓，避免令它跟聲調代號數字混淆。若使用曲線法，則/5/與/55/無異。

## 漢語中的應用

普通話四聲

漢語是聲調語言，同樣的音節如果用不同聲調讀出，會有不同意思。比如普通話就有四個聲調，標準粵語則有九聲六調。即使聲母與韻母相同，但聲調不一樣，表達的字和意思都不相同。
以官話北語普通話爲例，其四聲的調形如下：
- 第一聲：/55/（˥）
- 第二聲：/35/（˧˥）
- 第三聲：/214/（˨˩˦）
- 第四聲：/51/（˥˩）

實例如：「番」（fān）[fɑn˥]，「茄」（qié）[ʨʰiɛ˧˥]，「炒」（chǎo）[tʂʰɑʊ˨˩˦]，「蛋」（dàn）[tan˥˩]。
以粵語粵海片標準粵語爲例，其九聲六調的調形如下：
- 陰平聲：/55/（˥）
- 陰上聲：/35/（˧˥）
- 陰去聲：/33/（˧）
- 陽平聲：/11/（˩）
- 陽上聲：/23/（˨˧）
- 陽去聲：/22/（˨）
- 陰入聲：/5/（˥）
- 中入聲：/3/（˧）
- 陽入聲：/2/（˨）

實例如：「三」（saam1）[saːm˥]，「碗」（wun2）[wuːn˧˥]，「細」（sai3）[sɐi˧]，「牛」（ngau4）[ŋɐu˩]，「腩」（naam5）[naːm˨˧]，「麪」（min6）[miːn˨]。

## 其他用途
語言學學者研究非洲和中部美洲語言時，都用數字來表示音高。可是，在這些情況，通常1代表最高音高，5卻是最低。讀者要留意數字在不同語言學範疇的用途。